# Honor Blackman
Pour les articles homonymes, voir Blackman.
Honor Blackman est une actrice britannique née le 22 août 1925 à Plaistow, Newham, près de Londres, et morte le 5 avril 2020 à Lewes.
Elle possède un diplôme honorifique de l'Université de Londres-Est.

## Biographie

### Jeunesse & enfance
Honor Blackman est née à Plaistow. Son père, Frederick Blackman est un statisticien. Elle étudie à l'école primaire de North Ealing et l'école secondaire dans le comté d'Ealing. En 1940, à l'âge de 15 ans, ses parents lui offrent des leçons d'actrice et elle commence sa formation à l'École de musique et de théâtre de Guildhall. Pendant ses études à l'École Guildhall, elle travaille comme assistante de bureau pour le Home Office.

## Carrière
En 1947, elle décroche un petit rôle dans le film Fame is the Spur, avant d’être prise sous contrat par la Rank Organisation. Elle obtient le premier rôle féminin du film A Boy, A Girl and a Bicycle, de Ralph Smart, en 1949. Sa performance lui vaut d'être remarquée par la MGM et de donner la réplique à Elizabeth Taylor dans Guet-apens quelques mois plus tard. Elle enchaîne ensuite les films tout au long des années 1950, dans des productions britanniques essentiellement, restant souvent cantonnée à des rôles de jeunes filles timides et ingénues. On la voit notamment dans Si Paris l'avait su (1950) de Terence Fisher et Atlantique, latitude 41° (1958) de Roy Ward Baker, qui raconte l'épopée du Titanic.

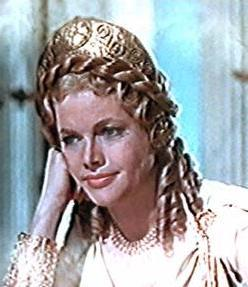
Honor Blackman dans Jason et les Argonautes en 1963.

À la fin des années 1950, après un divorce et une dépression, elle connaît un passage à vide. Les rôles pour le grand écran se font plus rares. Elle se tourne alors vers la télévision. Elle apparaît dans plusieurs téléfilms et dans des séries comme L’Homme invisible, Destination Danger et Le Saint. Son rôle de Cathy Gale dans Chapeau melon et bottes de cuir (The Avengers) à partir de 1962, va lui apporter la célébrité. Elle y est la partenaire de John Steed, interprété par Patrick Macnee. Ce personnage de femme forte, très loin des rôles qu’elle a pu interpréter jusqu’à présent, manie le pistolet et pratique les arts martiaux. Elle ne délaisse pas le cinéma pour autant, puisqu’elle apparaît dans Jason et les Argonautes de Don Chaffey en 1963.

### James Bond
En 1964, elle décide de quitter Chapeau melon et bottes de cuir, pour devenir la partenaire de Sean Connery dans le James Bond Goldfinger. Ce film marque un tournant dans sa carrière. Il lui apporte une renommée mondiale et de nombreuses propositions.

### Succès au cinéma

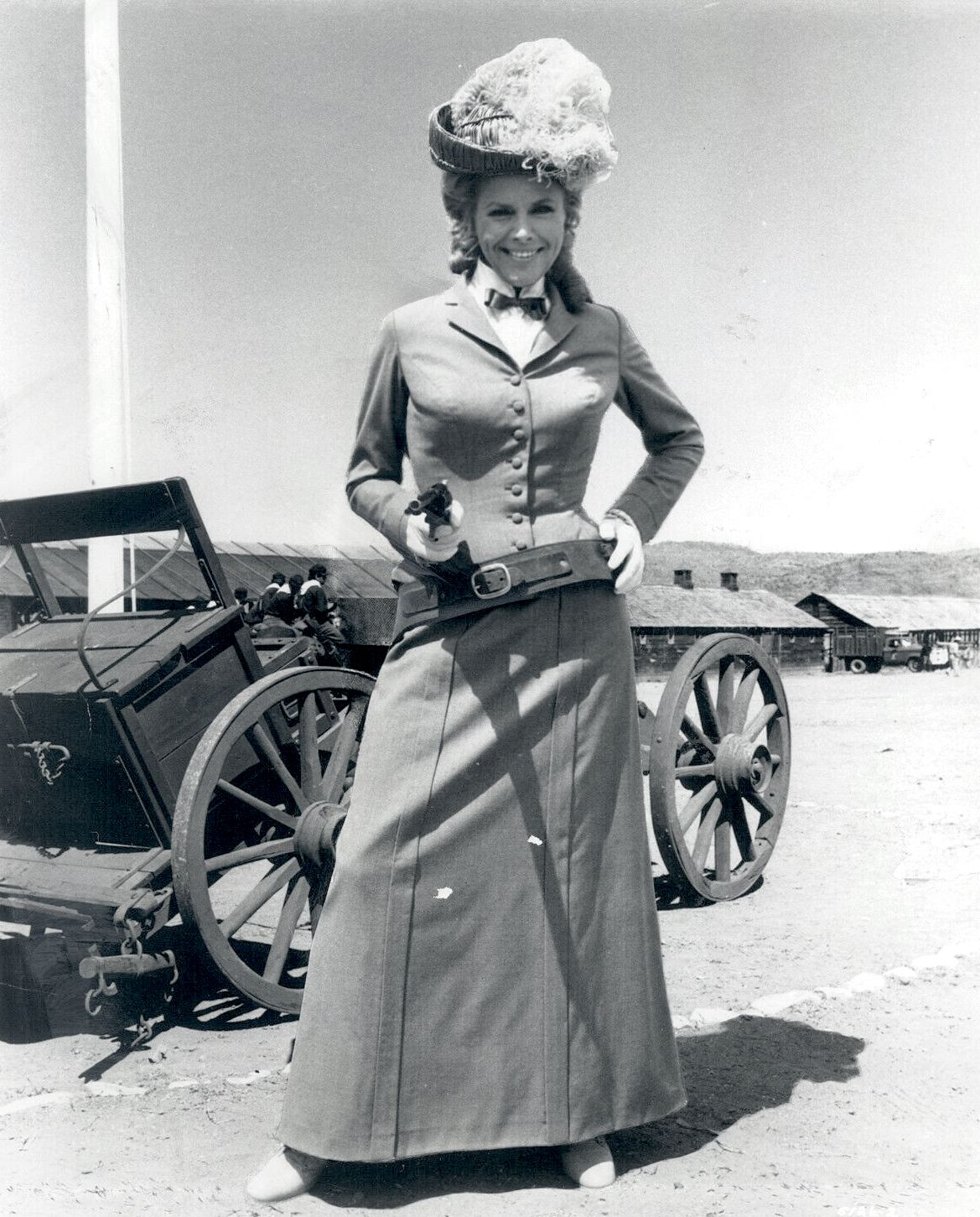
Honor Blackman en 1971.

Durant la seconde moitié des années 1960, elle enchaîne les films internationaux. On la voit dans Les Chemins de la puissance (Life at the Top) (1965). Elle partage ensuite la tête d’affiche avec Jean Seberg du film américain Choc (Moment to Moment) de Mervyn LeRoy. Elle apparaît ensuite dans deux westerns  Shalako (1968), avec Sean Connery et Brigitte Bardot et Rio Verde (1971), avec Dean Martin. Après une décennie 1960 florissante, les années 1970 sont marquées par de plus petits films et de plus petits rôles, comme dans L'Ange et le Démon, avec Charles Bronson, La Dernière Grenade et Une fille... pour le diable (1976), avec Christopher Lee et la jeune Nastassja Kinski. Après Le Chat et le Canari (1978), elle décide de faire une longue pause dans sa carrière cinématographique.

### Télévision
Elle s'oriente à nouveau vers le petit écran. On la voit dans plusieurs téléfilms puis dans Doctor Who en 1986, et, de 1990 à 1996, dans la série The Upper Hand, adaptation britannique de la sitcom américaine Madame est servie, qui connaîtra un beau succès populaire Outre-Manche. Elle y tient le rôle d'une belle-mère un peu fantasque et séduisante, Laura West, ce qui lui vaut à nouveau une forte reconnaissance du public britannique.

### Retour au cinéma
Elle ne revient au cinéma qu'en 1998 pour une petite participation au film La Malédiction de la momie de Russell Mulcahy, puis pour un rôle plus important dans L'Homme qui parlait aux lions de Carl Schultz. Elle fait ensuite de courtes apparitions dans Le Journal de Bridget Jones (2001) et Appelez-moi Kubrick (2005), avec John Malkovich. Puis elle joue aux côtés de Charlotte Rampling dans le thriller I, Anna. Elle apparaît une dernière fois sur le grand écran en 2012, pour jouer le rôle d'une pensionnaire de maison de retraite qui doit tuer des morts vivants, dans le film parodique Cockneys vs Zombies.

## Vie privée
Honor Blackman s'est mariée deux fois. Elle est mariée à l'homme d'affaires Bill Sankey de 1948 à 1956. Après leur divorce, elle épouse l'acteur britannique Maurice Kaufmann (1961-1975). Ils sont apparus ensemble dans le film Thriller (Fright) (1971). Ils adoptent deux enfants, Lottie (1967) et Barnaby (1968). Elle ne s'est pas remariée après son deuxième divorce et a déclaré qu'elle préférait être célibataire[réf. nécessaire].

### Décès
Honor Blackman est décédée à son domicile de Lewes, Sussex de l'Est, le 5 avril 2020, à l'âge de 94 ans, de causes naturelles,,.

## Filmographie

### Au cinéma
- 1947 : Fame Is the Spur de Roy Boulting : Emma
- 1948 : Fille maudite (en) (Daughter of Darkness) de Lance Comfort : Julie Tallent
- 1948 : Le Retour (Homecoming) de Mervyn LeRoy ??
- 1948 : Quartet : Paula (dans le segment The Alien Corn) de Harold French
- 1949 : A Boy, a Girl and a Bike de Ralph Smart : Susie Bates
- 1949 : La Guerre du diamant (en) (Diamond City) de David McDonald : Mary Hart
- 1949 : Guet-apens (Conspirator) de Victor Saville : Joyce
- 1950 : Si Paris l'avait su (So Long at the Fair), d'Antony Darnborough et Terence Fisher : Rhoda O'Donovan
- 1951 : Green Grow the Rushes de Derek Twist : Meg Cuffley
- 1954 : Delavine Affair de Douglas Peirce : Maxine Banner
- 1954 : Casaque arc-en-ciel (The Rainbow Jacket) de Basil Dearden : Mme Tyler
- 1954 : Passeport diplomatique (en) (Diplomatic Passport) de Gene Martel : Marcelle
- 1954 : The Yellow Robe
- 1955 : Breakaway de Henry Cass : Paula Grant
- 1955 : The Glass Cage de Montgomery Tully: Jenny Pelham
- 1956 : Suspended Alibi de Alfred Shaughnessy : Lynn Pearson
- 1957 : You Pay Your Money de Maclean Rogers : Susie Westlake
- 1957 : Account Rendered de Peter Graham Scott : Sarah Hayward
- 1958 : Un parachute pour M. Pitkin (The Square Peg) de John Paddy Carstairs : Lesley Cartland
- 1958 : Atlantique, latitude 41° (A Night to Remember) de Roy Baker : Mme Liz Lucas
- 1959 : Danger List de Leslie Arliss : Gillian Freeman
- 1961 : Un croque-mort trop curieux (en) (A Matter of WHO) de Don Chaffey : Sœur Bryan
- 1962 : Serena de Peter Maxwell : Ann Rogers
- 1963 : Jason et les Argonautes (Jason and the Argonauts) de Don Chaffey : Héra
- 1964 : Goldfinger de Guy Hamilton : Pussy Galore
- 1965 : The Secret of My Success (en) de Andrew Stone : Lily, Baronne von Lukenberg
- 1965 : Les Chemins de la puissance de Ted Kotcheff : Norah Hauxley
- 1965 : Choc (Moment to Moment) de Mervyn LeRoy : Daphne Fields
- 1968 : Shalako de Edward Dmytryk : Lady Julia Daggett
- 1968 : Du sable et des diamants de Don Chaffey : Julie Chambois
- 1968 : Pour la conquête de Rome I (Kampf um Rom I) de Robert Siodmak : Amalaswintha
- 1970 : L'Ange et le Démon (Twinky) de Richard Donner : maman
- 1970 : La Dernière Grenade (The Last Grenade) de Gordon Flemyng : Katherine Whiteley
- 1970 : La Vierge et le Gitan (The Virgin and the Gypsy) de Christopher Miles : Mme Fawcett
- 1971 : La Peur (Fright) de Peter Collinson : Helen
- 1971 : Rio Verde (Something Big) de Andrew V. McLaglen : Mary Anna Morgan
- 1976 : Une fille... pour le diable (To the Devil a Daughter) de Peter Sykes : Anna Fountain
- 1977 : Age of Innocence de Alan Bridges : Mme Boswell
- 1978 : Le Chat et le Canari (The Cat and the Canary) de Radley Metzger : Susan Sillsby
- 1998 : La Malédiction de la momie (Tale of the Mummy) de Russell Mulcahy : Capitaine Shea
- 1999 : L'Homme qui parlait aux lions (To Walk with Lions) de Carl Schultz : Joy Adamson
- 2001 : Jack Brown and the Curse of the Crown de Andrew Gillman : Madeline Dubouir
- 2001 : Le Journal de Bridget Jones (Bridget Jones's Diary) de Sharon Maguire : Penny Husbands-Bosworth
- 2005 : Appelez-moi Kubrick (Colour Me Kubrick: A True...ish Story) de Brian W. Cook : Madam
- 2010 : Reuniting the Rubins : Grand-mère Rubin
- 2012 : I, Anna de Barnaby Southcombe : Joan
- 2012 : Cockneys vs Zombies : Peggy

### À la télévision

#### Téléfilm
- 1953 : Little Red Monkey : Jocelyn Cullum
- 1982 : Mr Brown (The Secret Adversary): Rita Vandemeyer
- 1984 : Nuits secrètes (Lace) : Selma
- 1984 : The First Olympics: Athens 1896 : Madame Ursula Schumann
- 1985 : Minder on the Orient Express : Helen Spender
- 1990 : Voice of the Heart : Doris Asterman
- 1995 : In Search of James Bond with Jonathan Ross : Pussy Galore
- 2000 : Visions (The Sight) : Margaret Smith
- 2001 : Jack et le Haricot magique (Jack and the Beanstalk: The Real Story) de Brian Henson : Jules, le secrétaire de Jack
- 2005 : Summer Solstice : Contesse Lucinda Reeves
- 2007 : Sound : grand-mère de Danny

#### Série télévisée
- 1954 : The Vise : Paula Hickson (saison 1, épisode 2)
- 1955 : The Vise : Helen (saison 2, épisode 18)
- 1956 : Douglas Fairbanks, Jr., Presents : Kathy (saison 4, épisode 29)
- 1957 : The New Adventures of Charlie Chan : Elizabeth Vernon (saison 1, épisode 9)
- 1957 : Boyd Q.C. : Mary Allen (saison 1, épisode 8)
- 1957 : The Vise : Syd Lewis (saison 5, épisode 3)
- 1958 : The Vise : Sally Evans (saison 6, épisode 10)
- 1958-1959 : African Patrol : Isobel Thorne
- 1959 : L'Homme invisible (Invisible Man) : Katherine Holt
- 1959 : The Four Just Men : Nicole
- 1959 : Probation Officer : Iris Cope
- 1959 : The Third Man : Maureen (saison 2, épisode 18)
- 1960 : Destination Danger (Danger Man) : Joan Bernard (saison 1, épisode 21)
- 1961 : The Pursuers : Sue Brooks (saison 1, épisode 13)
- 1961 : Kraft Mystery Theater : Sarah Hayward (saison 1, épisode 3)
- 1961 : Top Secret (en) : Rauch (saison 1, épisode 3), Diana (saison 1, épisode 1)
- 1962-1964 : Chapeau melon et bottes de cuir (The Avengers) : Catherine Gale
- 1962 : Le Saint : Pauline Stone (saison 1, épisode 7)
- 1963 : Ghost Squad : Laura (saison 2, épisode 3)
- 1967 : ABC Stage 67 : Jane & Jill Marriott (saison 1, épisode 24)
- 1968 : Armchair Theatre : Anne (saison 8, épisode 20)
- 1968 : ITV Playhouse : Lena Hamilton (saison 2, épisode 12)
- 1969 : Les Règles du jeu (The Name of the Game) : Bethany Cromwell (saison 1, épisode 26)
- 1972 : Boney : Mary Answorth (saison 1, épisode 1)
- 1972 : Columbo : S.O.S. Scotland Yard (Dagger of the Mind) (série télévisée) : Lilian Stanhope
- 1977-1978 : Robin's Nest : Marion Nicholls (saison 1, épisode 4 - Saison 2, épisode 6)
- 1981-1982 : Never the Twain : Veronica Barton
- 1986 : Doctor Who : épisode « The Trial of a Time Lordː Terror of the Vervoids » : Le Professeur Sarah Lasky
- 1994 : ABC Weekend Specials : Voix de Mme Medlock (saison 15, épisode 1)
- 1990-1996 : The Upper Hand : Laura West
- 2000 : Doctors : Rachel Knott (saison 1, épisode 33)
- 2001 : Dr. Terrible's House of Horrible : Transeet Van Eyre (saison 1, épisode 1)
- 2002 : Emma Brody (The American Embassy) : Mme Wellington (saison 1, épisode 6)
- 2003 : Inspecteur Barnaby (Midsomer Murders) : Isobel Hewitt (saison 6, épisode 1)
- 2003 : The Royal : Mme Lyons
- 2004 : Coronation Street : Rula Romanoff (Soap opera)
- 2004 : Revolver : la mère
- 2005 : Flics toujours (New Tricks) : Kitty Campbell (saison 2, épisode 4)

## Récompenses
- 1965 : Bronze Laurel au Laurel Awards, pour meilleure révélation féminine
- 2000 : Special Award au BAFTA Awards pour la série Chapeau melon et bottes de cuir